# Alpaida ericae
Alpaida ericae este o specie de păianjeni din genul Alpaida, familia Araneidae, descrisă de Levi, 1988. Conform Catalogue of Life specia Alpaida ericae nu are subspecii cunoscute.